# Michaela Taupe-Traer
Pour les articles homonymes, voir Traer.
Michaela Taupe-Traer, née le 25 janvier 1975 à Klagenfurt, est une rameuse autrichienne.

## Palmarès

### Championnats du monde
- 2012 à Plovdiv, Bulgarie
  -  Médaille d'argent en skiff

- 2013 à Chungju, Corée du Sud
  -  Médaille d'or en skiff

### Championnats d'Europe d'aviron
- 2009 à brest, Biélorussie
  -  Médaille de bronze en deux de couple poids légers

- 2010 à Montemor-o-Velho, Portugal
  -  Médaille d'argent en skiff poids légers